# Droits LGBT au Guyana
Le Guyana est le seul pays d'Amérique du Sud où les actes homosexuels (ainsi que les rapports sexuels anaux et oraux hétérosexuels) sont encore illégaux. 
En vertu des lois guyaniennes actuelles, la sodomie et la fellation demeurent passibles de l'emprisonnement à perpétuité. En pratique cependant, cette peine n'est jamais appliquée ni même prononcée dans les cas susmentionnés.
Récemment, des efforts (soutenus par David Granger, président de 2015 à 2020) ont été faits pour dépénaliser les pratiques homosexuelles, sans succès.  

## Code pénal
Le code pénal guyanien de 1893, dans sa version amendée de 2010, dispose :
- à l'article 351 que « tout acte de grossière indécence » entre individus de sexe masculin est passible de deux ans d'emprisonnement
- à l'article 352 que « Quiconque—
(a) tente de commettre la bougrerie ; ou
(b) agresse n'importe quelle personne dans l'intention de commettre la bougrerie ; ou
(c) étant un homme, agresse indécentement toute autre personne de sexe masculin,
est coupable de crime et passible de dix ans d'emprisonnement. »
- à l'article 353 que « Quiconque commet la bougrerie, soit avec un être humain, soit avec un autre être vivant, est coupable de crime et passible de l’emprisonnement à perpétuité. »
- à l'article 354 que « Quiconque—
(a) effectue un acte indécent dans n'importe quel lieu auquel le public a accès ou est autorisé à y avoir accès ; ou
(b) commet un acte indécent dans n'importe quel lieu, dans l’intention d’insulter ou d’offenser une personne,
est coupable d'un délit et passible de deux ans d'emprisonnement. »[2]

Le droit pénal guyanien se garde de définir de manière explicite la « grossière indécence », la « bougrerie » et l'« acte indécent » car ces termes restent définis par la common law, et en particulier la common law anglaise de l'époque coloniale, dont découle la plupart des lois guyaniennes. 

### Tentatives de décriminalisation
À la suite de l’appel du Dr Edward Greene, envoyé spécial des Nations Unies pour le VIH/sida dans les Caraïbes, à décriminaliser l’homosexualité, le gouvernement guyanien de Sam Hinds annonça en avril 2012 l'organisation d'un débat national sur l’opportunité de réviser les lois du pays discriminant les personnes LGBT. Les groupes religieux firent rapidement savoir qu'ils s'opposeraient à toute révision de ces lois. 
En 2013, le gouvernement lança une commission parlementaire chargée de décider si les lois du pays sur la bougrerie devraient être supprimées. Dès le début de l'année 2014, elle commence à recevoir des subventions publiques.   
Lors des élections générales de 2015, les principaux partis politiques du pays se montrèrent favorables aux droits LGBT. Le Parti progressiste du peuple déclara : « Nous croyons que tous les Guyaniens doivent être libres de faire des choix et ne doivent pas être victimes de discrimination en raison de leur ethnicité, sexe, religion ou orientation sexuelle. ». Le manifeste de l'UAUN/Alliance pour le changement, majoritaire au parlement, contenait quant à lui un appel à mettre fin à la discrimination à l'égard des personnes LGBT. Le président élu lors de ce scrutin, David Granger, apporta son soutien à la légalisation des rapports sexuels entre individus de même sexe, déclarant en 2016 : « Je suis prêt à respecter le droit de tout adulte de se livrer à toute pratique qui ne nuit pas aux autres. ». 
En août 2016, la Cour suprême du Belize déclara que la loi interdisant la sodomie dans le pays était inconstitutionnelle. Étant donné que le Belize et le Guyana, ainsi que tous les États membres de la Communauté caribéenne, partagent une jurisprudence identique, cette décision aurait normalement  dû avoir pour conséquence de rendre inconstitutionnelle la loi interdisant la sodomie au Guyana. Mais c'était sans compter la « clause de sauvegarde » de la Constitution guyanienne de 1980 qui protège les lois héritées de l'ancien Empire britannique de toute révision constitutionnelle, quand bien même ces lois iraient à l'encontre des droits de l'homme. 
En avril 2017, le gouvernement de Moses Nagamootoo annonça qu'il organiserait un référendum national pour décider s'il fallait ou non dépénaliser l'homosexualité. Cependant, le mois suivant, PinkNews indiqua qu’aucun référendum sur la question n'aurait lieu, plusieurs médias guyaniens ayant en réalité mal retranscrit la position du gouvernement.  
En avril 2018, la Cour suprême de Trinité-et-Tobago présidée par Ivor Archie (en) déclara inconstitutionnelle l'article 13 de la loi de 1986 sur les délits sexuels (consolidée en 2000) qui rendait passibles de 25 années d'emprisonnement la sodomie et/ou la fellation entre deux adultes. Cette décision suscita l'espoir chez les militants LGBT guyaniens.   
En mai 2019, la Society Against Sexual Orientation Discrimination (en) déclara, après avoir rencontré les parties prenantes, qu’elle espérait que la Commission de réforme du droit du ministère des Affaires juridiques sera capable de mettre à jour les lois « archaïques » du pays conformément aux pratiques internationales, ce qui se traduirait par une suppression des mesures légales discriminatoires.  

## Reconnaissance des unions homosexuelles
Le mariage et l'union civile entre personnes de même sexe ne revêtent aucun caractère légal au Guyana. 

## Adoption et parentalité
Compte tenu du fait que les personnes mariées comme célibataires peuvent adopter au Guyana, la loi guyanienne n'interdit pas à un individu LGBT d'adopter un enfant selon le département d'État des États-Unis. 
En décembre 2015, Ann Greene, la directrice de l'Agence de protection des enfants (APE) du Guyana déclara que l'APE ne fait pas de discrimination car aucune loi guyanienne n'interdit aux personnes LGBT et aux couples de même sexe d'adopter, d'être des parents adoptifs ou des tuteurs. Sa déclaration encourage également les personnes LGBT à devenir des parents adoptifs et réitère l’absence d’obstacles juridiques guyaniens à cela, car la directrice de l’APE peut émettre un mandat déterminant quels demandeurs potentiels peuvent adopter conformément au Childcare and Protection Act de 2009. 

## Protection contre les discriminations
En décembre 2000, le Parlement guyanien approuva à l'unanimité un amendement à la Constitution interdisant en partie la discrimination fondée sur l'orientation sexuelle, mais les pressions de chefs religieux avant les élections générales de 2001 poussèrent le président Bharrat Jagdeo à le rejeter. 
Un nouvel amendement ne contenant que la clause qui concerne l'orientation sexuelle fut soumis au Parlement en 2003. 
En 2016, la ministre de la Protection sociale Amna Ally s’engagea à être une « force motrice » pour mettre un terme à la discrimination contre les personnes LGBT. En juillet 2019, elle révéla à l'occasion de la présentation de la position du Guyana sur le 9e rapport périodique sur l'implementation de la Convention sur l'élimination de toutes les formes de discrimination à l'égard des femmes à Genève, en Suisse, que le gouvernement guyanien travaillait à faire en sorte que toutes les lacunes juridiques soient éliminées afin de prévenir la discrimination fondée sur l’orientation sexuelle et l’identité de genre. Elle déclara notamment : « Le gouvernement croit que chaque personne, peu importe son orientation sexuelle, a le droit inhérent de vivre sa vie à l’abri de la violence, des abus et de la discrimination »,.

## Identité et expression de genre
Jusqu'en 2018, le travestissement était illégal au Guyana. En février 2009, plusieurs femmes transgenres furent arrêtées par la police pour avoir mis des vêtements féminins. En 2010, la Guyana Trans United déposa un recours contre l'article 153-47 de la loi sur les infractions correctionnelles de 1893 devant la Cour suprême de justice guyanienne. En 2013, après examiné le recours, le juge en chef du Guyana, Ian Chang, rendit son verdict et statua que le travestissement était légal à moins qu’il ne soit fait à des fins « inappropriées ». Guyana Trans United interjeta appel devant la Cour d’appel, dénonçant une nouvelle fois la loi comme discriminatoire et inconstitutionnelle. Cependant, la Cour d’appel confirma la décision de Chang. L’affaire fut ensuite portée devant la Cour caribéenne de justice (CCJ). Le problème de droit était le caractère vague de l'expression « fins inappropriées » employée par Chang et la question de savoir si la loi pouvait ou non être contestée en raison de la « clause de sauvegarde ». La « clause de sauvegarde » empêche de contester les lois de l’époque coloniale. Les plaidoiries débutèrent le 28 juin 2018 et la Cour se réserva le droit de rendre sa décision à une date ultérieure. Le 13 novembre 2018, la CCJ statua dans l'affaire Quincy McEwan, Seon Clarke, Joseph Fraser, Seyon Persaud and the Society Against Sexual Orientation Discrimination (SASOD) v. The Attorney General of Guyana que l'article 153-47 de la loi sur les infractions correctionnelles de 1893 est inconstitutionnel et doit par conséquent être abrogé. Le panel de cinq juges à l'origine de la décision statua que, en plus d'être archaïque et vague, la loi « violait le droit des appelants à la protection de la loi et était contraire à l’État de droit »,.  
En 2017, Petronella Trotman, une femme transgenre, fut agressée dans les rues de la capitale Georgetown. Elle signala son agression à la police et porta plainte. Le jour de l'ouverture du procès de son agresseur, le président de la Cour lui demanda de « s'habiller comme un homme » pour la prochaine audience. Vêtue d'un haut bleu et d'une longue jupe à motifs le jour de l'annonce du verdict, le magistrat Dylon Bess lui refusa cette fois-ci l'accès au tribunal en raison de sa « tenue inappropriée » et classa l'affaire.  

## Service militaire
En novembre 2012, le chef d'État-Major des armées, le commodore Gary Best, affirma que la Force de défense du Guyana (en) (FDG) n’avait aucun problème avec les relations homosexuelles : « Personne n’est discriminé à la FDG. Donc, ce ne sont pas les relations homosexuelles qui sont un problème, mais la façon dont les gens se comportent. ». Sa déclaration fait suite au sanctionnement de deux soldates dont la sextape avait fuité avant de devenir virale. Commentant cette affaire, l'ancien président de l'Assemblée nationale (en) Ralph Ramkarran (en) critiqua l'homophobie au sein des forces armées du pays.    

## Conditions de vie
Bien que les lois guyaniennes sur la pédérastie ne soient plus appliquées depuis longtemps, la discrimination contre les personnes LGBT reste répandue au Guyana, en raison de l’influence importante du christianisme et de la loi biblique dans les normes socio-politiques du pays. La loi britannique (qui resta en vigueur bien après l'indépendance du pays en 1966) criminalisa les pratiques homosexuelles et contribua à façonner une société résolument hostile à l'homosexualité qui, encore aujourd'hui, est désapprouvée par la majorité de la population. Les personnes LGBT sont continuellement victimes de violence et de harcèlement verbal au Guyana, que ce soit de la part des forces de l'ordre, des chefs religieux ou d'autres citoyens. Pour cette raison, la plupart continuent de garder leur orientation sexuelle cachée. Un terme péjoratif fréquemment utilisé pour désigner les gays au Guyana est « anti-hommes ». 
Selon le recensement de 2012, la majorité absolue (63,91 %) de la population du Guyana est chrétienne, le reste étant principalement composé d'hindous (24,83 %) et de musulmans (6,77 %). Les groupes évangélistes s'opposent résolument à l’amélioration des conditions de vie des personnes LGBT, allant de l’opposition à leur protection contre la discrimination à l’opposition à leur liberté d'expression. Peu avant la première marche des fiertés de l'histoire du pays au printemps 2018, la Georgetown Ministers' Fellowship demanda au gouvernement de Moses Nagamootoo d'interdire l’événement, au prétexte que les personnes LGBT ne devraient pas jouir de la liberté de réunion et d'expression. Le groupe qualifia l’événement d'« immoral ». Le gouvernement ignora la requête. Cependant, Charles Davidson (en), l’évêque anglican du Guyana et du Suriname, exprima son soutien à la marche, déclarant : « Je ne suis pas d’accord avec l’appel à l’interdiction et je dois souligner que la communauté LGBT a le droit, comme nous tous, de marcher dans les rues de Georgetown avec la permission de la police. Nous sommes tous des enfants de Dieu et nos droits doivent être protégés. Je suis l’évêque du Guyana et j’approuve ce message ».   
La première marche des fiertés de l'histoire du Guyana se déroula le 2 juin 2018 à Georgetown. Des centaines de personnes défilèrent dans les rues de la capitale, appelant à la dépénalisation de l’homosexualité et à « la diffusion de l’amour, pas de la haine ». Parmi les groupes impliqués dans l’organisation de l'événement, on comptait la Caribbean Equality, la Guyana Rainbow Foundation, la Guyana Trans United et la Society Against Sexual Orientation Discrimination (en). Il n'y eut pas d'incident violent et la marche fit l'objet d'une vaste couverture médiatique. Le haut-commissariat britannique fit hisser un Drapeau arc-en-ciel sur son bâtiment en signe de soutien à la marche. Dans les jours qui précédèrent l'évènement, le message antihomophobie qu'un père écrivit sur les médias sociaux pour sa fille lesbienne devint viral,. Global Voices déclara que « l’événement a permis à la communauté LGBT du pays de sortir de l’invisibilité et de revendiquer son droit d’être fière de qui elle est et de qui elle choisit d’aimer. ». La marche des fiertés de Georgetown fut la première à s'être déroulée dans les Caraïbes anglophones et en inspira d'autres à la Barbade, à Trinité-et-Tobago et à Sainte-Lucie notamment. 
Le second festival des fierté de l'histoire du Guyana s'étala sur sept jours, du 28 mai au 3 juin 2019. Le 1er juin 2019, 200 personnes participèrent à la marche des fiertés qui se déroula sans incident et sous protection policière. Cependant, des personnes crièrent des insultes aux participants sur la route du cortège. Parmi les participants se trouvait la députée du PPP Priya Manickchand (en), qui se souvint « des moments où le Guyana était intolérant à la communauté » avant de déclarer à quel point elle était « heureuse parce que les Guyaniens sont finalement devenus plus tolérants ». Par la suite, elle se livra à une comparaison entre la lutte pour les droits des LGBT et la lutte pour les droits des femmes,.
Le 17 mai 2019, l’association Empowering Queers Using Artistic Learning (EQUAL) fut lancée lors d'une réunion à la résidence du haut-commissaire britannique Greg Quinn. Son principal objectif est d'autonomiser les personnes LGBT au travers de l'apprentissage ou de l'éducation artistiques. Anil Persaud, l'un de ses membres fondateurs, déclara : « Cet empowerment se fera notamment en utilisant les cultures queer qui existent déjà au Guyana et en les transformant en contributions positives à la société, afin de changer la rhétorique négative qui est constamment prise comme référence dans de nombreux secteurs au Guyana »,.  
En mai 2019, le directeur général de la Society Against Sexual Orientation Discrimination (SASOD), Joel Simpson, révéla qu’au fil des années, les lois guyaniennes ont servi de base aux forces de l'ordre pour extorquer les personnes LGBT. En effet, il y'eut de nombreux cas recensés de chantage dans lesquels des policiers menaçaient d'arrêter des personnes LGBT en vertu de l'article 351 du code pénal si elles ne se pliaient pas à leurs demandes (le plus souvent, le versement d'un bakchich). Simpson ajouta que la majorité des actes haineux envers les LGBT ne sont pas signalés, en partie pour cette raison. Le 16 juin 2019, il fut à son tour victime d'une attaque homophobe : six hommes qui l'avaient harcelé à la discothèque de Palm Court le ruèrent de coups au petit matin alors qu'il était sur le point d'acheter de la nourriture au marché de Bourda. Il porta officiellement plainte à la police et réclama l'instauration d'une législation contre les actes haineux perpétrés en raison de l’orientation sexuelle et/ou de l’identité de genre,. Pour sa part, le ministère de la Protection sociale condamna l'attaque et déclara que les membres de la communauté LGBT devraient être acceptés tels qu'ils sont. Le 8 juillet 2019, Maverick De Abreu, l'un des agresseurs présumés de Joel Simpson (également accusé d'avoir passé à tabac le chanteur de soca trinidadien Benjai dans la même boite de nuit de Georgetown deux ans auparavant), se rendit à la police.   
Le 25 juillet 2019, dans une affaire décrite comme un cas de gay panic defense, la Cour d’appel du Guyana réduisit la condamnation de Clive Knights pour le meurtre de l'assureur Bert Whyte en 2012, à une peine de 30 ans d'emprisonnement pour homicide involontaire coupable. Knights affirma qu’il avait mortellement poignardé Whyte à la poitrine après que celui-ci lui ait fait « des avances homosexuelles indésirables ». La sentence initiale était une peine de 57 ans d'emprisonnement, prononcée par le juge de première instance Navindra Singh le 18 juin 2015 après qu'un jury l'ait reconnu coupable de meurtre,.

### Démographie
Selon un sondage réalisé en 2013 par les Caribbean Development Research Services (CADRES), environ 8 % de la société guyanienne s’identifiait comme LGBT, dont environ 2 % comme gays, 1 % comme lesbien et 4 % comme bisexuels. Le même sondage révéla que la moitié des Guyaniens avaient un ami gay et qu’un quart avaient des gays dans leur famille.

### Opinion publique
Une étude publiée en 2013 par les CADRES révéla qu'environ 24 % des personnes interrogées dans le pays détestaient les homosexuels, tandis que 38 % les « toléraient » et que 25 % les « acceptaient ».

### Religiosité
Les personnes LGBT du Guyana ont tendance à être davantage religieuses que celles des pays occidentaux. Selon un sondage réalisé en 2013 par les Caribbean Development Research Services (CADRES), 83 % des baha'is LGBT et 80 % des juifs LGBT participent activement aux activités religieuses de leur communauté respective. Cette proportion était moindre chez les LGBT de confessions hindou (69 %), baptiste (62 %), chrétienne évangélique (59 %), musulmane (48 %) ou chrétienne non-évangélique (26 %).